# Chlorotettix montanus
Chlorotettix montanus är en insektsart som beskrevs av Caldwell 1952 . Chlorotettix montanus ingår i släktet Chlorotettix och familjen dvärgstritar. Inga underarter finns listade i Catalogue of Life.